# 為何你不是我的未來
《為何你不是我的未來》是香港歌手黎明的國語錄音室專輯，全碟由陳子鴻、陳永明監製，收錄了10首歌曲，專輯於1996年4月9日由唱片公司寶麗金首次發行。

## 製作
《為何你不是我的未來》是黎明與監製陳子鴻首次合作的專輯，陳子鴻與黎明開過一次會後，認為黎明以往的作品一直以女性消費者為大宗，不敢突破，因此得出「他應該要更有男人味一點」的製作方向，嘗試進行大幅度轉變，以成熟的嗓音演繹歌曲。〈有情天地〉是一首中板的輕快歌曲，也是黎明為一家茶商創作的廣告主題曲，專輯推出後，這首歌獲得聽眾迴響，唱片公司因此順應聽眾的要求，將此歌列為第二回主打歌。

## 曲目列表
| CD       | CD                 | CD       | CD        | CD                      | CD                                   | CD    |
| 曲序     | 曲目               |          | 作曲      | 编曲                    | 备注                                 | 时长  |
| -------- | ------------------ | -------- | --------- | ----------------------- | ------------------------------------ | ----- |
| 1.       | 也好               | 姚若龍   | 陳子鴻    | 王豫民                  |                                      | 4:12  |
| 2.       | 為何你不是我的未來 | 陳冠蒨   | 陳冠蒨    | 王豫民                  |                                      | 4:58  |
| 3.       | 男人要偶爾孤獨     | 姚若龍   | Calvin Ho | 趙增熹                  | 歌曲〈沒名字的歌，無名字的你〉國語版 | 4:23  |
| 4.       | 一意孤行           | 洪堯斌   | 洪堯斌    | 鐘興民                  |                                      | 4:01  |
| 5.       | 愛不釋手           | 王武雄   | 陳子鴻    | 黃中岳、陸家駿、林美文  |                                      | 3:51  |
| 6.       | 有情天地           | 丁曉雯   | 黎明      | 唐奕聰                  |                                      | 4:18  |
| 7.       | 聽過我的心事嗎?    | 何啟弘   | Calvin Ho | 唐奕聰                  |                                      | 4:58  |
| 8.       | 原諒我             | 林明陽   | 單立文    | Adrian Chan、Keith Chan |                                      | 3:10  |
| 9.       | 海市蜃樓           | 李姚     | 陳嘉樂    | 陳嘉樂                  |                                      | 4:33  |
| 10.      | 俘虜               | 梁文福   | 梁文福    | 鐘興民                  |                                      | 3:49  |
| 总时长： | 总时长：           | 总时长： | 总时长：  | 总时长：                | 总时长：                             | 42:13 |

## 幕後製作人員
以下是《為何你不是我的未來》的幕後製作人員名單：
- 鍵琴：王豫民（曲目1,2）、趙增熹（曲目3）、鍾興民（曲目4,10）、唐奕聰（曲目6,7）
- 結他：倪方來（曲目2,4,10）、Danny Leung（曲目3）、黃中岳（曲目5）、蘇德華（曲目6,7）、Adrian Chan（曲目8）、鄧建明（曲目8）、Joey Villanueva（曲目9）
- 低音結他：林志宏（曲目9）
- 貝斯：陸家駿（曲目5）
- 鼓：林美文（曲目5）
- 弦樂：熊宏亮樂團（曲目8）
- 和音編導：馬毓芬（曲目4）、陳秀珠（曲目4,5,10）
- 和聲：雷有曜（曲目3,7,8）、張偉文（曲目3,6－9）、陳美鳳（曲目3,6－9）、李小梅（曲目3,6－9）、謝文德（曲目4,5,10）、陳子鴻（曲目4,5,10）、陳秀珠（曲目4,5,10）、馬毓芬（曲目4,5,10）、譚錫禧（曲目6,9）
- 混音：吳子良、林正忠、陳永明
- 錄音師：吳子良、Temple Ho、許經綸、許財翁、陳冠宇、黃偉峰
- 母帶後期製作：林正忠
- 企宣統籌：黃偉菁
- 企劃統籌：祝驪雯
- 企劃：林寶琴
- 文字：祝驪雯
- 宣傳統籌：范智超
- 企劃執行：張守華、孫嘉威、黃英哲
- 美術指導：奚仲文
- 攝影：張文華[8]
- 髮型：Sev Tsang of Beijing Hair Culture
- 化妝：岳小偉
- 電腦影像處理、插圖、設計：吳建羲
- 平面構成：吳建羲
- 協力製作：吳子良
- 音樂短片導演：傅礦盛（為何你不是我的未來）
- 製作人：陳子鴻、陳永明
- 封套製作：Ahmmcom Ltd.／Clarino Inc., Canada
- 經理人公司：百事活娛樂事業有限公司